# Steganomus gracilis
Steganomus gracilis is een vliesvleugelig insect uit de familie Halictidae. De wetenschappelijke naam van de soort is voor het eerst geldig gepubliceerd in 1898 door Cameron.